# Ekmanianthe longiflora
Ekmanianthe longiflora es una especie de árbol endémica de Cuba, República Dominicana y Haití perteneciente a la familia Bignoniaceae. Es conocida comúnmente como Roble Real, Roblillo de Ekman o simplemente Roblillo.
Fue descrita en 1924 por August Heinrich Rudolf Grisebach y actualmente está considerada en peligro de extinción por la Lista Roja de la UICN.

## Descripción
Es un árbol de tamaño mediano que puede llegar a una altura de hasta 15 metros. Su tronco es recto y de forma cilíndrica, exhibe una corteza gris y lisa. Sus hojas son compuestas, formadas por un folíolo terminal junto con 5 a 7 folíolos laterales. Las flores, de gran tamaño y vistosas, son blancas y presentan una corola tubular de aproximadamente 15 centímetros de longitud. El fruto, una cápsula alargada, contiene numerosas semillas.
Este árbol enfrenta amenazas significativas debido a la tala ilegal y el desarrollo urbano y turístico. En Cuba, se estima que solo existen alrededor de 7 individuos adultos de esta especie. En la República Dominicana, donde existen al menos cientos de individuos, se encuentra principalmente en el Procurrente de Barahona.

## Conservación
En Cuba, la organización ambientalista Planta! está trabajando en la preservación de esta especie. Esta organización ha llevado a cabo una evaluación exhaustiva del estado de la especie y ha concebido un plan de recuperación. Dicho plan incorpora acciones como la salvaguarda de los individuos existentes, el establecimiento de viveros para la producción de plantas y la concientización de la población acerca de la relevancia de este árbol.
Por otro lado, en la República Dominicana, la organización sin fines de lucro Grupo Jaragua,  tras un estudio detallado sobre el estado de la especie en el Procurrente de Barahona, trabaja en su propagación y cosnservación in situ y ex situ. El Jardín Botánico Nacional Rafael M. Moscoso desde Santo Domingo trabaja también en la educación sobre la especie.